# Úhošť (hradiště)
Úhošť je předpokládané, ale nedoložené hradiště na vrcholové plošině stejnojmenného vrchu u Kadaně v okrese Chomutov. Plošina byla osídlena s určitými přestávkami od neolitu do poloviny dvacátého století, ale opevněné hradiště na ní doloženo nebylo. Podle některých autorů na vrcholu stával dosud nelokalizovaný hrad Wogastisburg. Plošina je chráněna jako kulturní památka ČR.

## Historie
První drobný archeologický výzkum vrcholové plošiny o rozloze osmdesát hektarů provedl Helmut Preidel v roce 1936, a vyloučil existenci opevnění na západní straně. Dalším zkoumaným místem byl pahorek zvaný Altes Schloss, který se nachází přibližně v místech, kde na plošinu ústí cesta z Brodců. Zde byla odkryta zeď, kterou Helmut Preidel zařadil jako pozůstatek panského sídla ze třináctého až čtrnáctého století. Malý výzkum vedený Ivanem Borkovským prokázal osídlení knovízské kultury v severovýchodní části plošiny.
V letech 1979–1980 prozkoumal tři sondy archeolog Zdeněk Smrž. Z jeho výzkumu plyne, že pahorek Altes Schloss o rozměrech 65 × 55 metrů a výšce tři až šest metrů vznikl lidskou činností. V různých vrstvách byly nalezeny pozůstatky staveb a střepy z období kultury s vypíchanou keramikou, mohylových kultur, knovízské kultury, štítarské kultury a ze středověku. Kromě nich sonda odkryla nízký kamenný val a zeď z nasucho kladených kamenů, která lemovala okraj pahorku. Zeď pochází ze středověku, ale její spojitost s panským sídlem je vzhledem k malé šířce nepravděpodobná. Val je považován za pozůstatek ohrazení svatyně. Možnost, že by se jednalo o opevnění malého prostoru v rámci většího sídliště, je vzhledem k nízké společenské diferenciaci nepravděpodobná. Některé části plošiny byly osídleny také v době halštatské.

### Oppidum
Jiří Waldhauser vyslovil domněnku, že se na Úhošti mohlo nacházet laténské oppidum. Keramika z laténského období byla nalezena na západní hraně vrcholové plošiny. Hypotézu podporuje podoba terénu u výchozu cesty z Brodců, kde podél jižního okraje plošiny vede asi jeden metr hluboký a přes čtyři metry široký příkop, nad kterým je terén upraven do podoby terasy. V místech cesty je terasa přerušena žlabovitým útvarem širokým čtyři až pět metrů. Celkově tato situace připomíná klešťovitou bránu známou z jiných oppid. Proti hypotéze se staví absence dalšího opevnění, které však mohlo zaniknout vlivem pozdější zemědělské činnosti a četných úprav terénu, a příliš velký rozsah nutného opevnění, k jehož obraně by sídliště nemohlo poskytnout dostatek obránců.

### Wogastisburg
August Sedláček a jiní badatelé spojovali Úhošť s hradem Wogastisburgem zmíněným k roku 632 ve Fredegarově kronice. Vedla je k tomu jazyková podobnost názvu Úhošť s Wogastovým (Uogastovým) hradem. Na celé plošině však nebyly nalezeny žádné artefakty, které by dokládaly osídlení lokality v sedmém až desátém století.